# بيتر ميكلسون
بيتر ميكلسون (بالإنجليزية: Peter Michelson)‏ هو فيزيائي أمريكي، ولد في 1952.